# Ilex sugerokii
Ilex sugerokii är en järneksväxtart som beskrevs av Carl Maximowicz. Ilex sugerokii ingår i släktet järnekar, och familjen järneksväxter. Utöver nominatformen finns också underarten I. s. brevipedunculata.